# Uomo di Giava

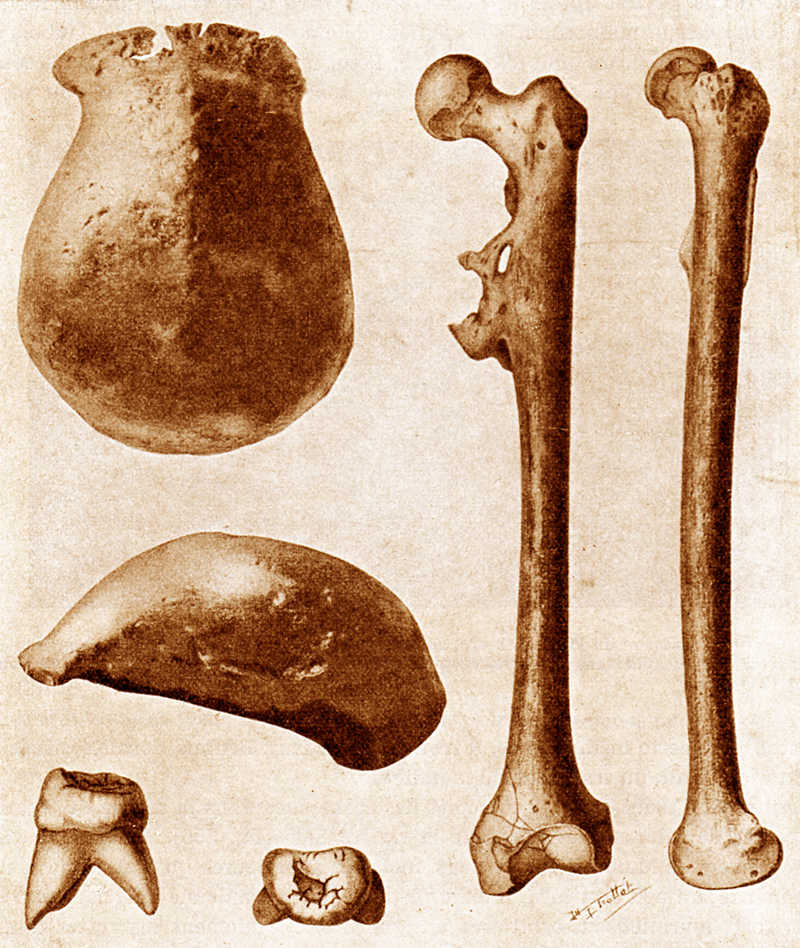
Fossili originali di Pithecanthropus erectus, oggi Homo erectus, ritrovati a Giava nel 1891

Uomo di Giava è il nome dato al primo esemplare scoperto della specie Homo erectus, rappresentato da un insieme di fossili rinvenuti a Trinil sull'isola di Giava in Indonesia nel 1891 da Eugène Dubois.
Trinil 2 è il numero di repertorio dato alla parte superiore del cranio, ritrovata con alcuni denti (Trinil 1, un molare) e un femore (Trinil 3), tutti resti attribuiti a un unico esemplare.

## Scoperta
Gli scavi, tenacemente voluti dall'olandese Eugène Dubois, che si arruolò come medico militare pur di poterli organizzare nella lontana colonia indonesiana, iniziarono nell'agosto del 1891, e riportarono alla luce un molare, Trinil 1, e la parte superiore del cranio, Trinil 2. Il femore, Trinil 3, fu ritrovato nell'agosto del 1892.

## Attribuzione
Al fossile scoperto Dubois assegnò inizialmente il nome scientifico di Pithecanthropus erectus (dal greco antico πίθηκος "scimmia" e ἄνθρωπος "uomo"). Nel 1944 il biologo americano Ernst Mayr riassegnò Trinil 2 alla specie Homo erectus, di cui rappresenta uno dei primi reperti rinvenuti..

## Descrizione
Il cranio, Trinil 2, dato ad un periodo compreso tra un milione e 700.000 anni fa, dalla capacità cranica di 940 cm², è lungo, con una fronte piatta e arcate sopracciliari ben distinguibili, e una chiglia sagittale . 
I denti sono simili a quelli umani, anche se i canini grandi e parzialmente sovrapposti sono più simili a quelli delle scimmie. Le ossa femorali  dimostrano che l'ominide camminava completamente eretto, e raggiungeva un'altezza di circa 170 cm.